# Itália nos Jogos Olímpicos de Verão de 1996
Itália participou dos Jogos Olímpicos de Verão de 1996 em Atlanta, Estados Unidos.